# Gérard Lefort
Pour les articles homonymes, voir Lefort.
Gérard Lefort, né le 9 avril 1952, est un journaliste et critique de cinéma français.
Il a principalement travaillé au journal Libération où il était responsable du service Culture, écrivant également des articles liés à la photographie ou à la mode vestimentaire. C'est aussi un homme de radio et de télévision, intervenant le plus souvent dans le domaine culturel.

## Biographie
Après des études de philosophie à l'université Paris-Nanterre et une agrégation de philosophie (1976), puis des études à l'Institut d'études politiques de Paris (1977-1979), Gérard Lefort entre au début des années 1980 à la rédaction du journal Libération comme critique de cinéma. Au moment de la renaissance du journal, le 13 mai 1981, après une interruption de quelques mois, il est chargé de la critique de la télévision, Serge Daney étant aux manettes pour le cinéma et Bayon pour le rock.
Critique de télévision et de cinéma, il devient responsable adjoint du service Culture de Libération puis responsable à part entière de ce même service. Gérard Lefort est une des plumes de ce quotidien. Il y tient aussi une chronique hebdomadaire, Regarder Voir, où il analyse et réagit sur une photographie utilisée par le journal durant la semaine écoulée.
Sa notoriété s'explique en partie par son ton très personnel, faussement léger, et son style littéraire. Il signe des chroniques de mauvais films sous le pseudonyme Bill Chernaud. Certaines de ses critiques  suscitent la controverse, la plus fameuse étant sur Chronique d'une mort annoncée en 1986.
C'est aussi un homme de radio. Dans les années 1980, il est un des critiques cinéma invités au sein de l'émission Le Masque et la Plume sur France Inter. Toujours sur cette radio, de 1990 à mai 1996, il co-anime avec Marie Colmant l'émission hebdomadaire Passées les bornes, y'a plus de limites, puis l'émission quotidienne À toute allure en 1998.

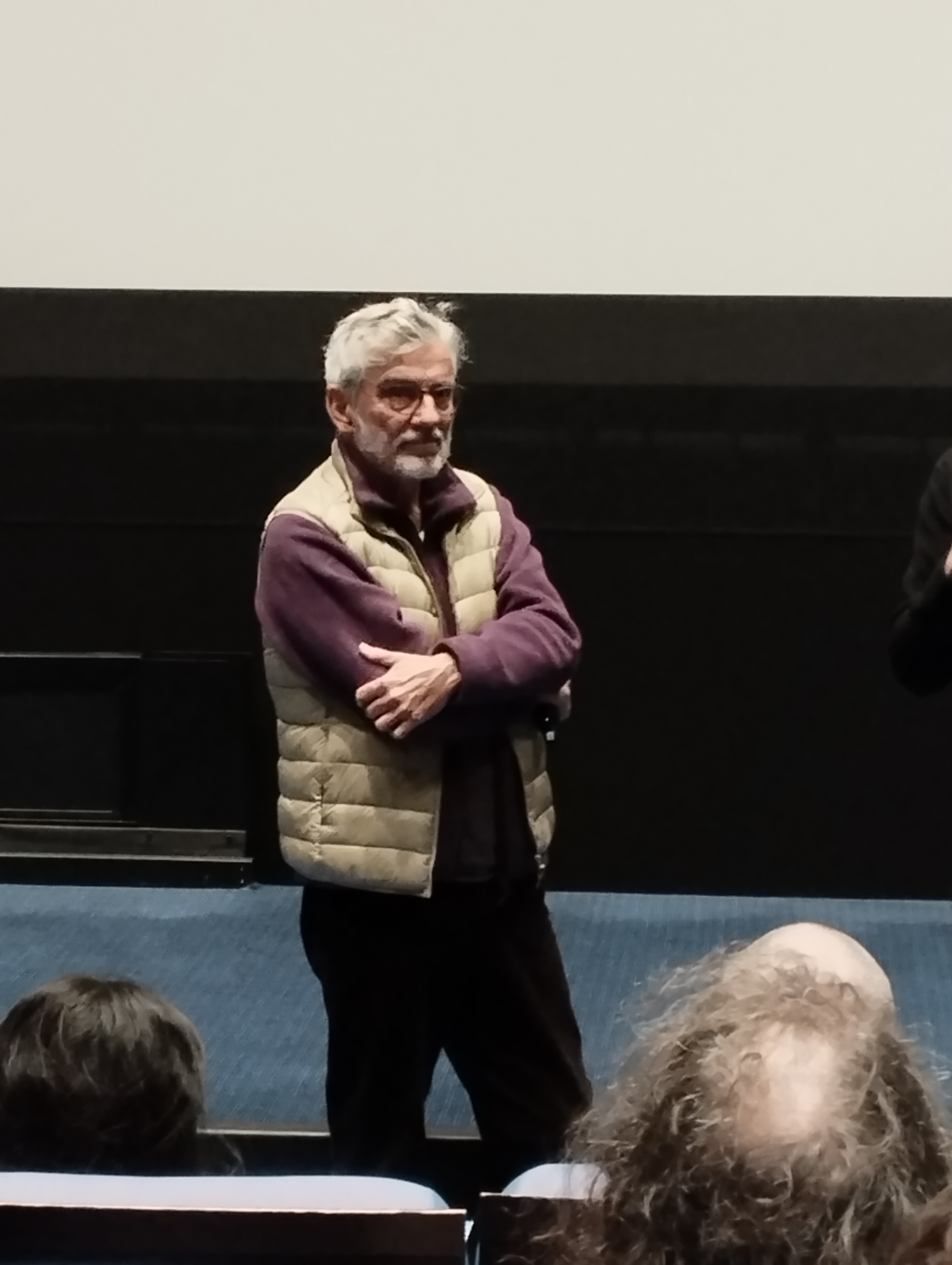
Gérard Lefort présentant le film Invasion Los Angeles à la Cinémathèque française en janvier 2023.

À la télévision, il est chroniqueur sur la chaîne Canal+ dans l'émission La Grande Famille puis à Nulle part ailleurs. Sur Arte, il propose La Minute à Gérard, une vision décalée du festival de Cannes. Il tient sur cette même chaîne la rubrique « Clipomania » consacrées aux clips, dans l'émission Personne ne bouge.
Il a par ailleurs écrit un polar, intitulé Vomi soit qui malle y pense, dans la série du Poulpe. Un premier roman, Les Amygdales, sort fin 2015.
Il quitte Libération le 28 octobre 2014 et collabore depuis 2015 aux pages « Livres et Cinéma » du magazine Les Inrockuptibles.

## Intervenant
- Membre de l'équipe Cinéma du Masque et la Plume, avec Odile Grand, Georges Charensol et Michel Ciment[8].
- Conférence filmée de Gérard Lefort sur les chroniques de Jean-Louis Bory, au Forum des images en novembre 2009[9].

## Publications
- Vomi soit qui malle y pense, Paris, Baleine, coll. « Le Poulpe » (no 48), 1997, 130 p. (ISBN 2-84219-047-5).
- Les Amygdales, Paris, Éditions de l’Olivier, 2015, 284 p. (ISBN 978-2-8236-0891-5).
- Le Commun des mortels, Paris, Éditions de l’Olivier, 2017, 176 p. (ISBN 978-2823611243).
- La foire aux vanités, Paris, Éditions Hors collection, 2019, 320 p. (ISBN 2701400341).
- Avec Gilles Jacob et Marie Colmant, À nos amours, Calmann-Lévy/Grasset, 2024.
- Avec Raymond Depardon  Les années déclic,  Le seuil 2024